# Lenora
Obec Lenora (německy Eleonorenhain) se nachází v okrese Prachatice v Jihočeském kraji, zhruba sedm kilometrů západně od Volar. Leží na Šumavě (na rozhraní geomorfologických okrsků Hornovltavická brázda a Boubínský hřbet) pod vrchem Ptáčník (868 m) na levém břehu řeky Teplé Vltavy, při ústí Kaplického potoka a naproti ústí Řasnice. Žije zde 661 obyvatel.

## Historie
Obec vyrostla kolem sklárny, založené Janem Meyrem v roce 1834. Pojmenována byla na počest kněžny Eleonory ze Schwarzenbergu, manželky majitele okolních lesů Jana Adolfa II. ze Schwarzenbergu. Již ve druhé polovině 19. století patřila místní sklárna mezi největší a nejmodernější sklárny Rakouska-Uherska. Z té doby se dochovaly původní dělnické domky postavené u sklárny, jako cenný soubor německé lidové architektury. Šest let po založení zde již stálo 20 domů a žilo 102 obyvatel. Vesnice rostla i nadále – před první světovou válkou již poskytovalo zdejších 47 domů přístřeší 779 obyvatelům, z nichž se osm hlásilo k českému jazyku. V roce 1921 zde stálo 45 domů a žilo zde 724 obyvatel, z toho 31 Čechů a 680 Němců.
V letech 1938 až 1945 bylo území obce v důsledku uzavření Mnichovské dohody přičleněno k nacistickému Německu. Po druhé světové válce byli němečtí obyvatelé vysídleni, a mnoho se jich přestěhovalo do Dürnau u Göppingenu.
Původně šlo o osadu obce Horní Vltavice, až v roce 1950 vznikla samostatná obec, ke které se od Horní Vltavice připojily také osady Kaplice a Zátoň a od obce Řasnice osada Houžná.

## Části obce
- Lenora
- Houžná
- Kaplice
- Vlčí Jámy
- Zátoň

## Společnost
- Základní škola a Mateřské školy
- Sklářské muzeum
- Slavnost chleba

## Pamětihodnosti

### Sklárna
Obec vyrostla kolem sklárny, založené Janem Meyrem v roce 1834. Jméno (Eleonorenhain) dostala podle Eleonory (1812–1873), manželky majitele zdejšího panství Jana Adolfa II. ze Schwarzenbergu. Jan Meyr byl synem Josefa Meyra, zakladatele sklárny ve Vimperku. Jeho manželkou byla Kateřina Abelová, příslušnice dalšího slavného šumavského sklářského rodu. Sklárna vyráběla zejména velmi kvalitní křišťálové sklo. V roce 1841 Jan Meyr zemřel a jeho podnik zdědili synovci Vilém Králík a Josef Taschek. V roce 1862 se po smrti společníka stal jediným majitelem sklárny Vilém Kralik.
Typickým výrobkem bylo sklo lenorské zeleně. V Lenoře působil sklář Pavel Meyr, bratr zakladatele lenorské huti, který dostal za znovuobjevení postupu výroby rubínového skla od tehdejšího panovníka zlatou medaili. U lenorské sklárny fungovala také malířská dílna, ve které od roku 1869 pracoval slavný malíř Jan Zachariáš Quast. Zajímavostí je, že Quast přišel na Šumavu z Prahy, kde pracoval v letech 1863–1866 v chrámu svatého Víta. Zhotovil tam v šesti oknech první novodobé vitráže. Ve své práci chtěl pokračovat, ale neshodl se s vedením Jednoty pro dostavění chrámu na odměně. Pražané dali přednost malířům skla z Innsbrucku a zhrzený Quast se odstěhoval do Lenory.
Sklo z Lenory sbíralo četné medaile na evropských výstavách. Na světové výstavě v Paříži v roce 1867 získalo sklo firmy Viléma Kralika nejvyšší ocenění, úspěch slavilo i na světové výstavě ve Vídni v roce 1873. Lenorská sklárna přečkala přelom století i první světovou válku. Až devadesát procent své produkce sklárna v meziválečném období vyvážela, zejména do Spojených států, ale také do Indie, Anglie, Belgie.
Po druhé světové válce se sklárna zaměřila na výrobu foukaného skla, uvedla na trh i nový druh uměleckého skla, zvaného lenoár. V roce 1968 byla lenorská sklárna modernizována. Produkovala výrobky z olovnatého křišťálu i čiré, bohatě broušené sklo. V roce 1996 vyhasla poslední sklářská pec v Lenoře.

Lenorská sklárna
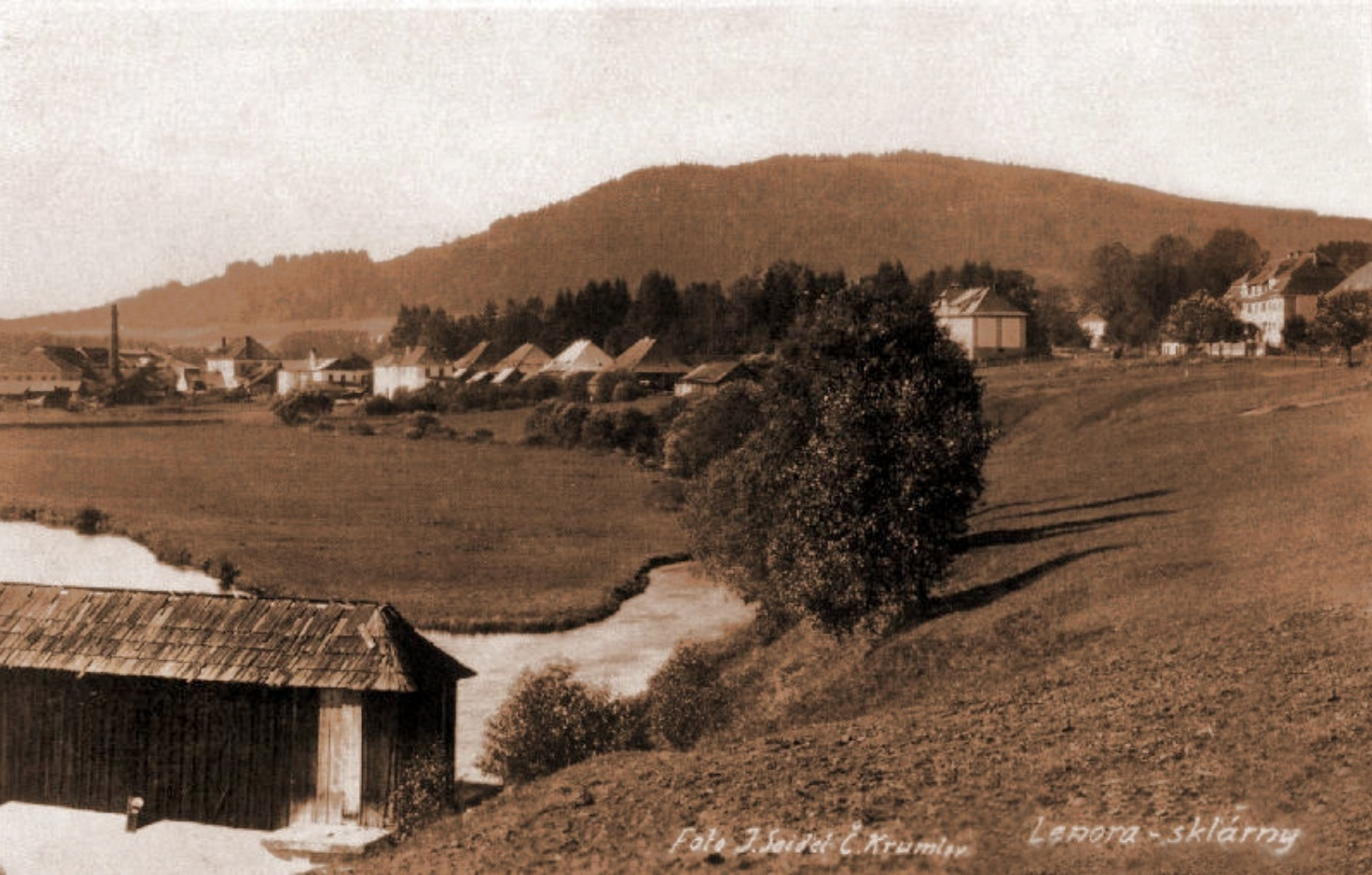
Lenora, rechle a objekty sklárny na historické pohlednici
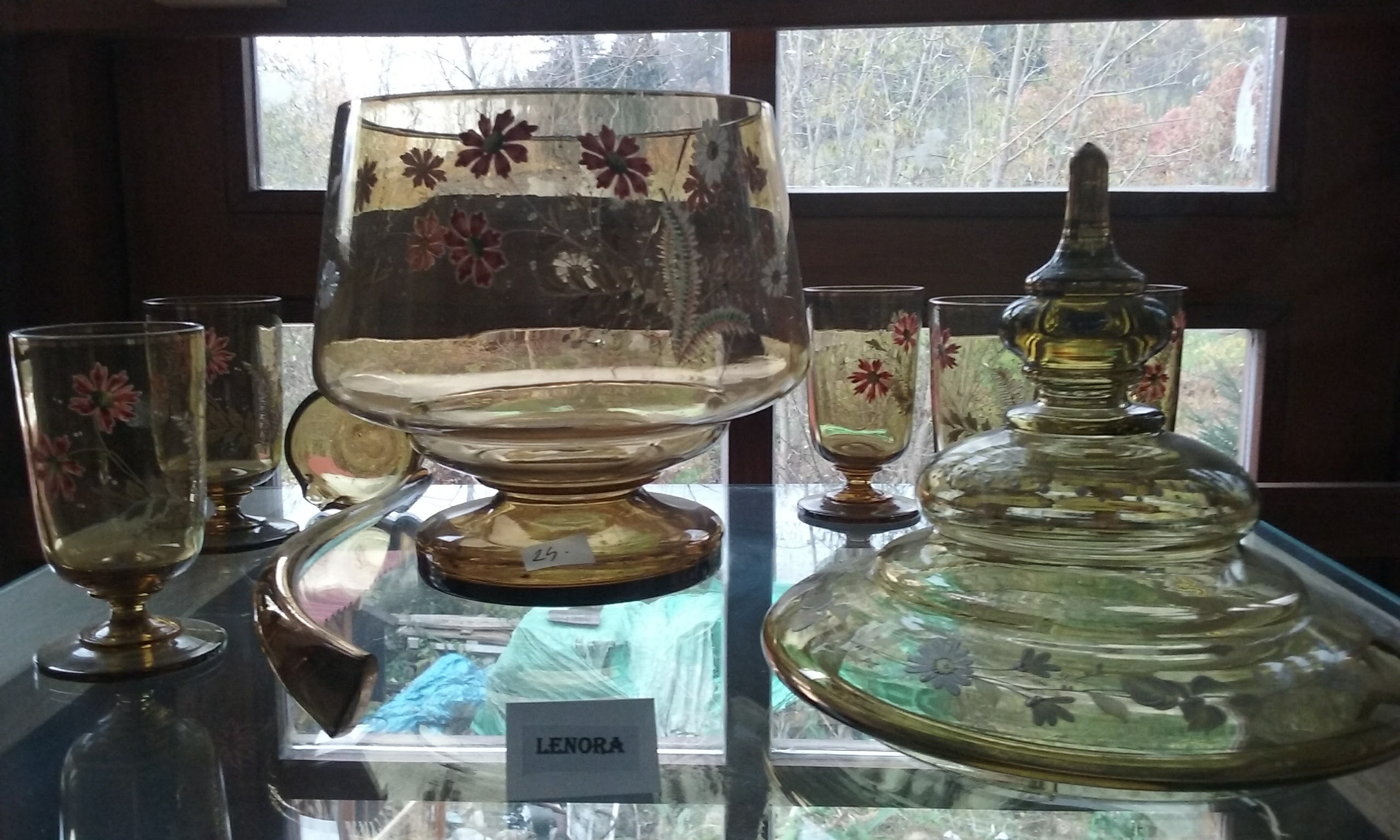
Historická produkce sklárny
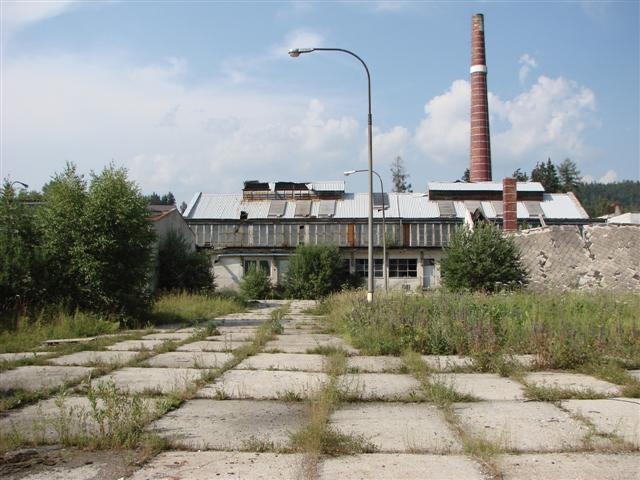
Budova zaniklé lenorské sklárny (rok 2007)

### Zámeček a chata
V centru obce stojí zámeček – původně sídlo majitelů skláren Kraliků – v současné době přestavěný na hotel. Za pozornost stojí také chata KČST, postavená v roce 1924 podle projektu architekta Davida Hrobaře z Prahy. Po druhé světové válce vystřídali turisty vojáci Pohraniční stráže, po nich družstevníci z vimperské Jednoty. V roce 1986 byla chata rekonstruována.

### Obecní pec na chleba

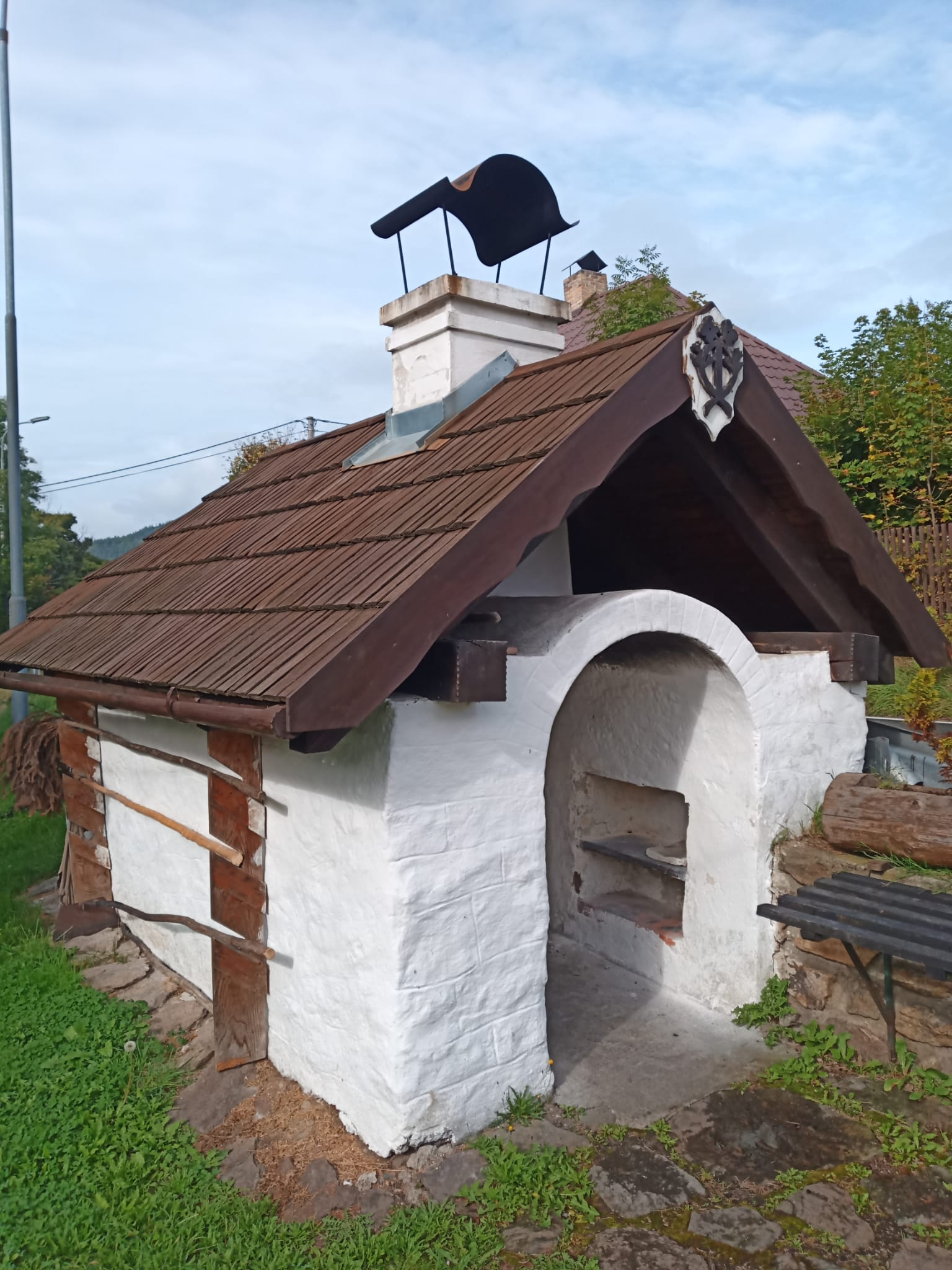
Obecní pec na chleba v šumavské Lenoře

Cennou technickou památkou je zděná obecní pec na chleba z první poloviny 19. století, která se používala ještě po druhé světové válce a dodnes se v ní od dubna do listopadu poslední sobotu v měsíci veřejně peče chléb.

### Rechle
Pod silnicí směrem na Volary stojí přes Vltavu krytá dřevěná lávka z roku 1870, zvaná rechle. Sloužila k zadržování, počítání a postupnému vypouštění dřevěných polen, které se plavily po řece do papíren ve Větřní.

### Pomník Andrease Hartauera
Na návrší nad sklárnou je památník skladatele písně Na krásné Šumavě (Tief drinn im Böhmerwald) Andrease Hartauera (1839–1915). Byl odhalen v roce 1937. Na jeho realizaci byla vypsána veřejná sbírka. Památník navrhl Ernst Blumentritt z Českých Budějovic, práce provedl vimperský kameník Kurt Leiprt.

### Další pamětihodnosti
- Sklářské muzeum v domě čp. 36
- Domy čp. 19 a 16 (ratejna) – kulturní památky

- Původní šumavská lidová architektura (sklářské domky, kovárna)
- Pomník obětem první světové války
- Přírodní rezervace Zátoňská hora

## Doprava
Přes Lenoru vede železniční trať Strakonice–Volary, na které je železniční stanice Lenora (původně Lenora-Kunžvart) a  železniční zastávka s názvem „Lenora zastávka“. Na  této železniční trati jsou též železniční zastávky Zátoň (poblíž samoty Korýtka) a Zátoň-Boubín. Z železniční zastávky Zátoň-Boubín vede cesta na Idinu Pilu (1,3 km), která je výchozím místem k Boubínskému pralesu.
Lenorou vede silnice I/39.

## Osobnosti
- Karl Breu (1884–1953), iluzionista a eskapolog